# 戴玉強
戴 玉強（ダイ・ユーチャン、1963年3月12日—）は、中華人民共和国のオペラ歌手・軍隊歌手。政府から中国国家一級演員に認定されている。

## 略歴
1963年に河北省文安県で農民の家庭に生まれた。
1982年、北京煤砿学校（現在の北京工業職業技術学院）土木工学科を卒業して、ある仕事に配属され山西省太原鉱区。
1984年、山西省歌舞劇院に入学、後中央戯劇学院に移籍した。
1989年に名門である中国人民解放軍総政治部歌劇団に入団した。
後、中国人民解放軍芸術学院で造詣を深めた。
1993年、北京歌舞団首席女高音劉燕と北京で結婚式を挙げた。
1996年に日本の静岡で行われた第一回静岡国際オペラコンクールで１位なしの２位を獲得し、ようやくオペラ界から広く注目され始めました。
2001年、戴玉強は世界で有名なテノール歌手のルチアーノ・パヴァロッティして師事した。

## 代表曲
- 「你是這樣の人」
- 「我像雪花天上来」
- 「新世紀の呼喚」
- 「海玫瑰」
- 「中華恋」
- 「滿江紅随想」
- 「喀什葛爾女郎」
- 「大黄河」
- 「西部新娘」
- 「又見西柏坡」
- 「中国加油」

## ディスコグラフィ
- 我愛我の祖国
- 祖国万歳
- 噶什喀爾女郎
- 你是這樣の人
- 紅色浪漫經典

## オペラ
- 木蘭詩篇（彭麗媛「花木蘭」役、戴玉強「劉爽」役）[3]
- 郷村騎士
- 托斯卡
- 弄臣
- 圖蘭朵

## 主な賞歴
- 第四回金唱片賞
- 日本の静岡第一回静岡国際オペラコンクール二等賞
- 第十二回ベルギーヴィル国際声楽コンクール第三名
- 1996年第七回全国青年歌手電視大賞賽中専業組美声組二等賞
- 1996年、中華人民共和国文化部第一回全国声楽比賽美声組二等賞
- 1999年、第七回全軍文芸匯演戲劇表演一等賞
- 全国戲劇最高賞「戲劇梅花賞」
- 中宣部全国「五个一工程」賞
- 中華人民共和国文化部“文華表演賞